# Osterberg
Osterberg település Németországban, azon belül Bajorországban. Lakosainak száma 930 fő (2023. december 31.). Osterberg Kellmünz an der Iller, Altenstadt (Iller), Oberroth, Pleß és Winterrieden községekkel határos.

## Népesség
A település népessége az elmúlt években az alábbi módon változott:
| Lakosok száma | 617  | 858  | 588  | 767  | 843  | 868  | 898  | 913  | 928  | 930  |
|               | 1875 | 1950 | 1975 | 1987 | 2012 | 2014 | 2016 | 2017 | 2021 | 2023 |